# Paul Auvert
Pour les articles ayant des titres homophones, voir Auvert, Auvers et Ovaire.
Paul Auvert (Vitry-le-François, 14 février 1853 - Paris 7e, 11 avril 1933) est un officier de marine français. 

## Biographie
Il entre dans la Marine en octobre 1868, devient aspirant en août 1870 et sert d'abord sur le Montcalm à Cherbourg avant de passer en escadre d'évolutions sur la frégate cuirassée Gauloise. Sur l'Atalante en 1872, il navigue dans le Pacifique et est promu enseigne de vaisseau en octobre 1873. 
En 1876, il sert sur l'Entreprenante à Toulon puis fait l’École des défenses sous-marines à Rochefort (1877). Il sert ensuite en Indochine sur le Cher puis dans l'océan Indien avant d'être affecté à Cherbourg où il est nommé lieutenant de vaisseau (septembre 1880). 
Commandant d'un torpilleur (1881-1882), il est muté sur le cuirassé Montcalm en 1883 dans la division navale du Pacifique. En 1884, il passe sur le torpilleur Japon à Toulon puis commande le torpilleur no 71 à Cherbourg (1885) puis le no 67 mais fait naufrage sur les côtes du Portugal, le 2 mars 1887 après un abordage. 
Acquitté et même félicité pour la gestion de l'événement par un conseil de guerre, il dirige l'Ariège au Sénégal (1888), devient aide-de-camp du chef d'état-major et est nommé secrétaire de la Commission des torpilles (1890). 
Capitaine de frégate (novembre 1892), second du Duguay-Trouin dans le Pacifique et en Extrême-Orient (1893-1894), il sert à Cherbourg en 1896 comme aide-de-camp du major général et commande le Scorff dans le Pacifique puis la Manche à la station de Terre-Neuve et d'Islande (1897-1898). 
Capitaine de vaisseau (mai 1899) et adjoint au major général à Cherbourg, il commande le croiseur Bruix en 1901, en escadre du Nord puis le Bouvines, en 1902, en escadre de l'Atlantique. 
Chef du service des torpilles au ministère (1905) puis chef d'état-major de l'escadre de Méditerranée (1906), il est remarqué par son courage et son activité lors de l'explosion de l' Iéna à Toulon le 2 mars 1907. Promu contre-amiral le 29 juillet 1907, il préside en 1908 la Troisième section du Comité technique de la marine. 
Affecté à la section permanente du Conseil supérieur de la marine, il commande la 2e division de l'escadre du Nord en 1909 puis la 1re escadre légère de l'armée navale. 
Nommé chef d'état-major général de la marine le 15 février 1911, il est promu Vice-amiral en mars et est membre du Conseil supérieur de la marine en 1914. Commandant en chef et préfet maritime de l'arrondissement d'Algérie et de Tunisie (1915), il prend sa retraite en mars 1916.

## Distinctions
- Grand officier de la Légion d'honneur (14 juillet 1915)
- Officier de l'Instruction publique (1899)
- La baie d'Auvert en Antarctique a été nommée en son honneur par Jean-Baptiste Charcot.